# Monastýr svatého Tichona Zadonského

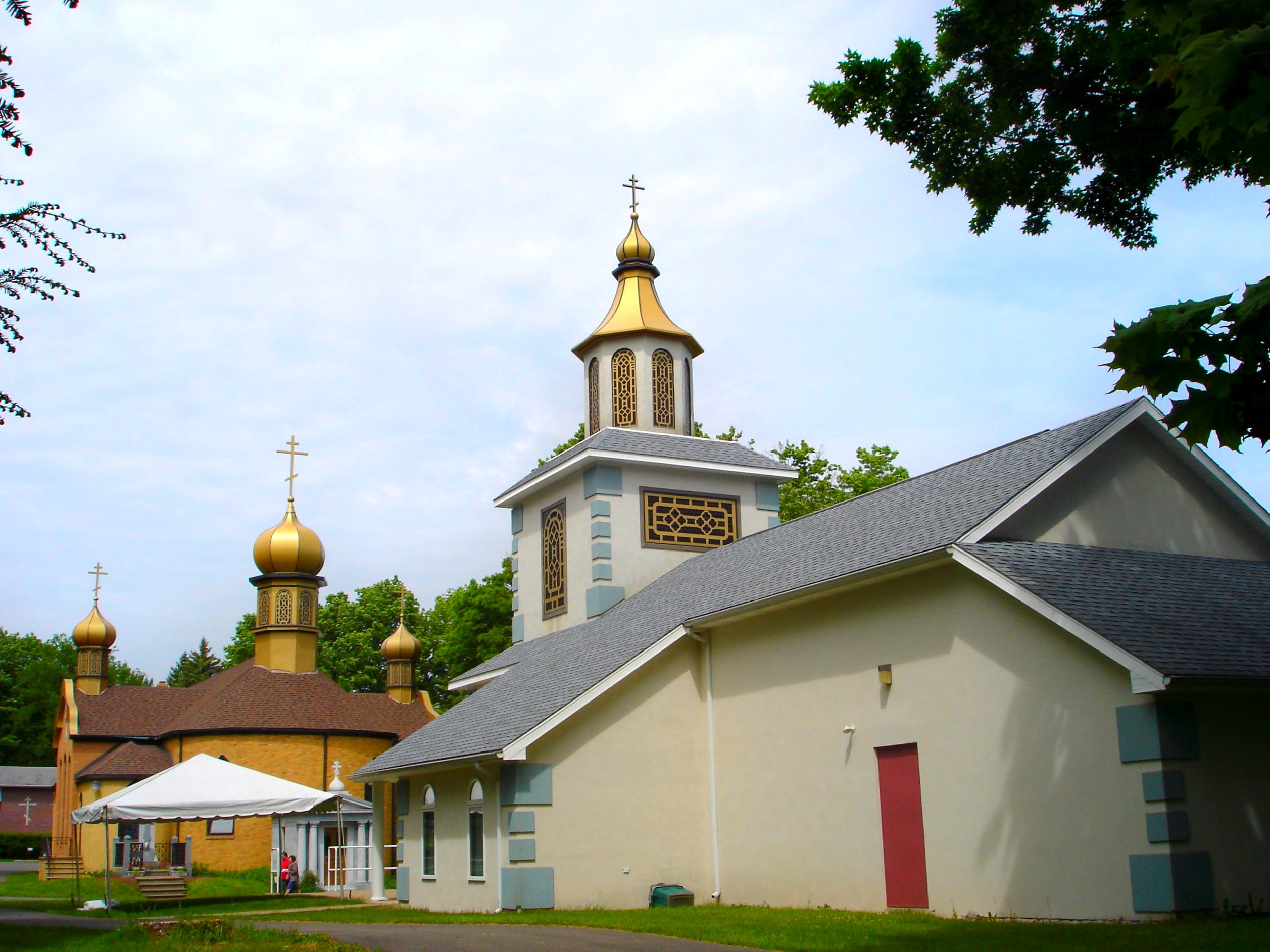
Chrám monastýru

Monastýr svatého Tichona Zadonského je pravoslavný mužský stavropegiánní monastýr v South Canaan v Pensylvánii, pod jurisdikcí pravoslavné církve v Americe. Jedná se o nejstarší pravoslavnou mnišskou komunitu na americkém kontinentu, fungující od roku 1909.

## Historie
Myšlenku zřízení pravoslavného monastýru na americkém kontinentu poprvé navrhl hieromonk Arsenius (Čechovtsev), farář sv. Jana Křtitele v Mayfield (Pensylvánie). Tento kněz téměř ihned po svém příjezdu do USA (v roce 1902) navrhl otevřít v zemi klášter, kde by se mohli pravoslavní mniši připravovat na pastorační práci v Americe. Následujícího roku Fr. Aleksandr Nemolovskij rozvinul tuto myšlenku v článku v časopise Archeparchie ruské pravoslavné církve v Americe, v němž navrhoval založení nejen monastýru, ale také teologického semináře. V květnu 1905 bylo na šestém sjezdu Ruské asociace vzájemné pomoci v Clevelandu rozhodnuto o zřízení sirotčince pro osiřelé ruské a rusínské děti v USA. 